# Aposthonia minuscula
Aposthonia minuscula är en insektsart som först beskrevs av Günther Enderlein 1912.  Aposthonia minuscula ingår i släktet Aposthonia och familjen Oligotomidae. Inga underarter finns listade i Catalogue of Life.